# ماكس هولينغسوررث
ماكس هولينغسوررث (بالإنجليزية: Max Hollingsworth)‏ هو لاعب دوري الرغبي أسترالي، ولد في 1913 في Yass, New South Wales ‏ في أستراليا، وتوفي في 1968 في Beverly Hills, New South Wales ‏ في أستراليا.